# Kreuzspitze (Hohe Tauern)
Pour les articles homonymes, voir Kreuzspitze.
La Kreuzspitze (littéralement « pointe de la Croix ») est un sommet des Alpes, à 3 155 m d'altitude, dans les Hohe Tauern, et plus particulièrement dans le chaînon de Venise, en Autriche (Tyrol de l'Est).